# Dusty Hill
Joseph Michael Hill, detto Dusty (Dallas, 19 maggio 1949 – Houston, 27 luglio 2021), è stato un bassista, tastierista e cantante statunitense, noto prevalentemente come membro del gruppo rock ZZ Top nel quale, assieme al chitarrista Billy Gibbons, sfoggiava una caratteristica lunga barba.
Billy Gibbons ha raccontato che nel 1984 un'azienda di rasoi da barba offrì invano a lui e a Hill la cifra di un milione di dollari ciascuno
per interpretare uno spot pubblicitario nel quale avrebbero dovuto entrambi radersi la barba.
Con cinquanta milioni di album venduti (dei quali venticinque milioni negli Stati Uniti), otto successi nella Top 40 delle classifiche statunitensi, sei prime posizioni nella Mainstream Rock Songs e tre MTV Video Music Awards conquistati, il 15 marzo 2004 è stato inserito, insieme agli ZZ Top, nella Rock and Roll Hall of Fame.
Il 28 luglio 2021 è morto nel sonno nella sua casa di Houston in Texas.

## Strumentazione
- Fender Precision
- Dean Z
- Danelectro Longhorn
- Fender Jazz
- James Trussart SteelCaste
- Gibson Explorer Bass foderato di lana di pecora (1, 2)